# Hălăucești
Hălăucești est une commune roumaine située dans le județ de Iași.